# Jiang Wen
Jiang Wen (in cinese 姜文; Tangshan, 5 gennaio 1963) è un attore, sceneggiatore e regista cinese.

## Biografia
Nato a Tangshan, si è trasferito da piccolo a Pechino e nel 1980 entra nell'Accademia Centrale di Arte Drammatica più importante della Cina, diplomandosi nel 1984. Inizia a recitare subito sia in teatro che sul grande schermo. Diviene famoso anche per la partecipazione ad alcune serie televisive negli anni novanta. Tra gli altri film a cui ha preso parte vi sono Sorgo rosso (1987) e Keep Cool (1997).
Nel 1994 ha diretto e scritto il suo primo film, tratto da un romanzo di Wang Shuo. Con questo lavoro ha vinto sei Golden Horse a Taiwan. Il suo secondo film riguarda il periodo dell'occupazione giapponese della Cina nei primi anni quaranta e gli vale il Grand Prix Speciale della Giuria al Festival di Cannes 2000.
Nel 2013 ha fatto parte della giuria della selezione ufficiale della 70ª Mostra internazionale d'arte cinematografica di Venezia.

### Vita privata
Nel 2005 ha sposato Zhou Yun.

## Filmografia parziale

### Attore
- Sorgo rosso (Hong ago liang), regia di Zhang Yimou (1987)
- Keep Cool (You hua hao hao shuo), regia di Zhang Yimou (1997)
- The Missing Gun (寻枪S, Xun qiangP), regia di Lu Chuan (2002)
- I guerrieri del cielo e della terra (Tian di ying xiong), regia di Ping He (2003)
- C'era una volta a Shanghai (Yi bu zhi yao), regia di Jiang Wen (2014)
- Rogue One: A Star Wars Story (Rogue One), regia di Gareth Edwards (2016)

### Regista
- Giorni di sole cocente (Yangguang canlan de rizi) (1994)
- Guizi Lai Le (2000)
- The Sun Also Rises (Tai yang zhao chang sheng qi) (2007)
- Rang zi dan fei (2010)
- C'era una volta a Shanghai (Yi bu zhi yao) (2014)

## Doppiatori italiani
- Nino Prester in The Missing Gun, I guerrieri del cielo e della terra
- Massimo Lodolo in Keep Cool
- Dario Oppido in Rogue One: A Star Wars Story